# Scottish FA Cup 1959/60
Der Scottish FA Cup wurde 1959/60 zum 75. Mal ausgespielt. Der wichtigste Fußball-Pokalwettbewerb im schottischen Vereinsfußball wurde vom Schottischen Fußballverband geleitet und ausgetragen. Er begann am 30. Januar 1960 und endete mit dem Finale am 23. April 1960 im Hampden Park von Glasgow. Als Titelverteidiger startete der FC St. Mirren in den Wettbewerb, der im Finale des Vorjahres gegen den FC Aberdeen gewann. Im diesjährigen Endspiel um den Schottischen Pokal standen sich die Glasgow Rangers und der FC Kilmarnock gegenüber. Für die Rangers war es das insgesamt 23. Endspiel seit 1894. Die Killies erreichten zum siebten Mal das Finale seit 1898. Die Rangers gewannen das Endspiel mit 2:0. Es war der erste Pokalsieg seit 1953 und der 15. insgesamt für den Verein aus Glasgow. Der FC Kilmarnock verlor nach 1932, 1898 und 1957 das vierte Endspiel in Folge. In der Saison 1959/60 wurden die Rangers Tabellendritter, Kilmarnock Vizemeister. Schottischer Meister und Ligapokalsieger wurde Heart of Midlothian. Als Pokalsieger nahmen die Rangers in der folgenden Saison am Europapokal der Pokalsieger teil und verloren das Finale gegen den die AC Florenz aus Italien.

## 1. Runde
Ausgetragen wurden die Begegnungen am 30. Januar 1960. Die Wiederholungsspiele fanden am 3. Februar 1960 statt.
|                      | Ergebnis |                       |
| -------------------- | -------- | --------------------- |
| FC Aberdeen          | 0:0      | Brechin City          |
| Albion Rovers        | 2:1      | Tarff Rovers          |
| Berwick Rangers      | 1:3      | Glasgow Rangers       |
| FC Clyde             | 2:0      | Third Lanark          |
| Dunfermline Athletic | 1:1      | FC St. Johnstone      |
| FC East Fife         | 0:2      | Partick Thistle       |
| FC Keith             | 3:0      | Hamilton Academical   |
| FC Kilmarnock        | 5:0      | FC Stranraer          |
| Greenock Morton      | 0:1      | FC East Stirlingshire |
| Queen of the South   | 2:1      | FC Dumbarton          |
| FC Queen’s Park      | 2:0      | Raith Rovers          |
| FC St. Mirren        | 15:0     | University of Glasgow |
| FC Stenhousemuir     | 2:0      | FC Rothes             |

### Wiederholungsspiele
|                  | Ergebnis  |                      |
| ---------------- | --------- | -------------------- |
| Brechin City     | 3:6 n. V. | FC Aberdeen          |
| FC St. Johnstone | 1:4       | Dunfermline Athletic |

## 2. Runde
Ausgetragen wurden die Begegnungen zwischen dem am 13. und 29. Februar 1960. Die Wiederholungsspiele fanden zwischen dem 17. Februar und 1. März 1960 statt. 
|                       | Ergebnis |                         |
| --------------------- | -------- | ----------------------- |
| FC Aberdeen           | 0:2      | FC Clyde                |
| Alloa Athletic        | 1:5      | Airdrieonians FC        |
| FC Cowdenbeath        | 1:0      | FC Falkirk              |
| Dundee United         | 2:2      | Partick Thistle         |
| Dunfermline Athletic  | 2:3      | FC Stenhousemuir        |
| FC East Stirlingshire | 2:2      | FC Inverness Caledonian |
| Elgin City            | 5:1      | Forfar Athletic         |
| Eyemouth United       | 1:0      | Albion Rovers           |
| FC Montrose           | 2:2      | FC Queen’s Park         |
| FC Motherwell         | 6:0      | FC Keith                |
| Glasgow Rangers       | 2:0      | FC Arbroath             |
| FC St. Mirren         | 1:1      | Celtic Glasgow          |
| Stirling Albion       | 3:3      | Queen of the South      |
| Heart of Midlothian   | 1:1      | FC Kilmarnock           |
| Peebles Rovers        | 1:6      | Ayr United              |
| Hibernian Edinburgh   | 3:0      | FC Dundee               |

### Wiederholungsspiele
|                         | Ergebnis  |                       |
| ----------------------- | --------- | --------------------- |
| Partick Thistle         | 4:1       | Dundee United         |
| Queen of the South      | 5:1       | Stirling Albion       |
| Celtic Glasgow          | 4:4 n. V. | FC St. Mirren         |
| FC Kilmarnock           | 2:1       | Heart of Midlothian   |
| FC Inverness Caledonian | 1:4       | FC East Stirlingshire |
| FC Queen’s Park         | 1:1       | FC Montrose           |

### 2. Wiederholungsspiele
|                 | Ergebnis  |               |
| --------------- | --------- | ------------- |
| Celtic Glasgow  | *5:2 *    | FC St. Mirren |
| FC Queen’s Park | 2:1 n. V. | FC Montrose   |

## Achtelfinale
Ausgetragen wurden die Begegnungen am 27. Februar und 5. März 1960. 
|                       | Ergebnis |                     |
| --------------------- | -------- | ------------------- |
| Ayr United            | 4:2      | Airdrieonians FC    |
| Eyemouth United       | 3:0      | FC Cowdenbeath      |
| FC Kilmarnock         | 2:0      | FC Motherwell       |
| Partick Thistle       | 3:2      | Queen of the South  |
| FC Stenhousemuir      | 0:3      | Glasgow Rangers     |
| FC Clyde              | 6:0      | FC Queen’s Park     |
| FC East Stirlingshire | 0:3      | Hibernian Edinburgh |
| Elgin City            | 1:2      | Celtic Glasgow      |

## Viertelfinale
Ausgetragen wurden die Begegnungen am 12. März 1960. 
|                 | Ergebnis |                     |
| --------------- | -------- | ------------------- |
| Ayr United      | 0:2      | FC Clyde            |
| Celtic Glasgow  | 2:0      | Partick Thistle     |
| Eyemouth United | 1:2      | FC Kilmarnock       |
| Glasgow Rangers | 3:2      | Hibernian Edinburgh |

## Halbfinale
Ausgetragen wurden die Begegnungen am 2. April 1960. Das Wiederholungsspiel fand am 6. April 1960 statt.
|                 | Ergebnis |                |
| --------------- | -------- | -------------- |
| FC Kilmarnock   | *2:0 *   | FC Clyde       |
| Glasgow Rangers | **1:1 ** | Celtic Glasgow |

### Wiederholungsspiel
|                 | Ergebnis |                |
| --------------- | -------- | -------------- |
| Glasgow Rangers | **4:1 ** | Celtic Glasgow |

## Finale
| Glasgow Rangers                          | Glasgow Rangers | FC Kilmarnock | FC Kilmarnock |
| ---------------------------------------- | --- | --- | ------------- |
| Glasgow Rangers                          | \| Finale \| \| 23. April 1960 in Glasgow (Hampden Park) \| \| Ergebnis: 2:0 (1:0) \| \| Zuschauer: 108.017 \| \| Schiedsrichter: Bobby Davidson \| \| Spielbericht \|            | \| Finale \| \| 23. April 1960 in Glasgow (Hampden Park) \| \| Ergebnis: 2:0 (1:0) \| \| Zuschauer: 108.017 \| \| Schiedsrichter: Bobby Davidson \| \| Spielbericht \|                | FC Kilmarnock |
| Glasgow Rangers                          | George Niven – Eric Caldow, John Little, Ian McColl – Bill Paterson, Willie Stevenson, Alex Scott, Ian McMillan – Jimmy Millar, Sammy Baird, Davie Wilson Cheftrainer: Scot Symon | Jimmy Brown – Jim Richmond, Matt Watson, Frank Beattie, Willie Toner – Bobby Kennedy, John Stewart, Jackie McInally – Billy Muir, Bertie Black, Andy Kerr Cheftrainer: Willie Waddell | FC Kilmarnock |
| Glasgow Rangers                          | 1:0 Jimmy Millar (22.) 2:0 Jimmy Millar (68.) | | FC Kilmarnock |
| Finale                                   | | |               |
| 23. April 1960 in Glasgow (Hampden Park) | | |               |
| Ergebnis: 2:0 (1:0)                      | | |               |
| Zuschauer: 108.017                       | | |               |
| Schiedsrichter: Bobby Davidson           | | |               |
| Spielbericht                             | | |               |